# Wu de Est
Wu (222- 280) cunoscut și ca Wu de Est sau Sun Wu a fost unul dintre cele trei state care se luptau pentru supremație în Perioada celor Trei Regate (220 -280). Înainte a existat ca stat (220-222) dar ca vasal statului rival Cao Wei, și-a declarant independența în 222 și a devenit stat independent. A devenit imperiu în 229 după ce conducătorul care l-a înființat, Sun Quan, s-a proclamat “împărat”. Numele îi este dat de locul în care se situa – în regiunea Jiangnam (Delta Râului Yangtze), care istoric era cunoscută sub numele de Wu. I se spune Wu de Est sau Sun Wu pentru a fi deosebit de alte state care au existat în China în alte perioade dar având același nume și situate în același loc, cum ar fi statul Wu  în Perioada Primăvara și Toamna sau Wuyue din Perioada celor Cinci Dinastii și Zece Regate. A fost numit  Wu de Est deoarece în Perioada Trei Regate a ocupat aproape toată partea de est a Chinei, și Sun Wu deoarece numele familiei domnitoare era Sun. În timpul existenței capitala era situată la Jianye  (în prezent Nanjing Jiangsu) dar în unele perioade a fost și la Wuchang (în prezent Ezhou, Hubei) .

## Istorie

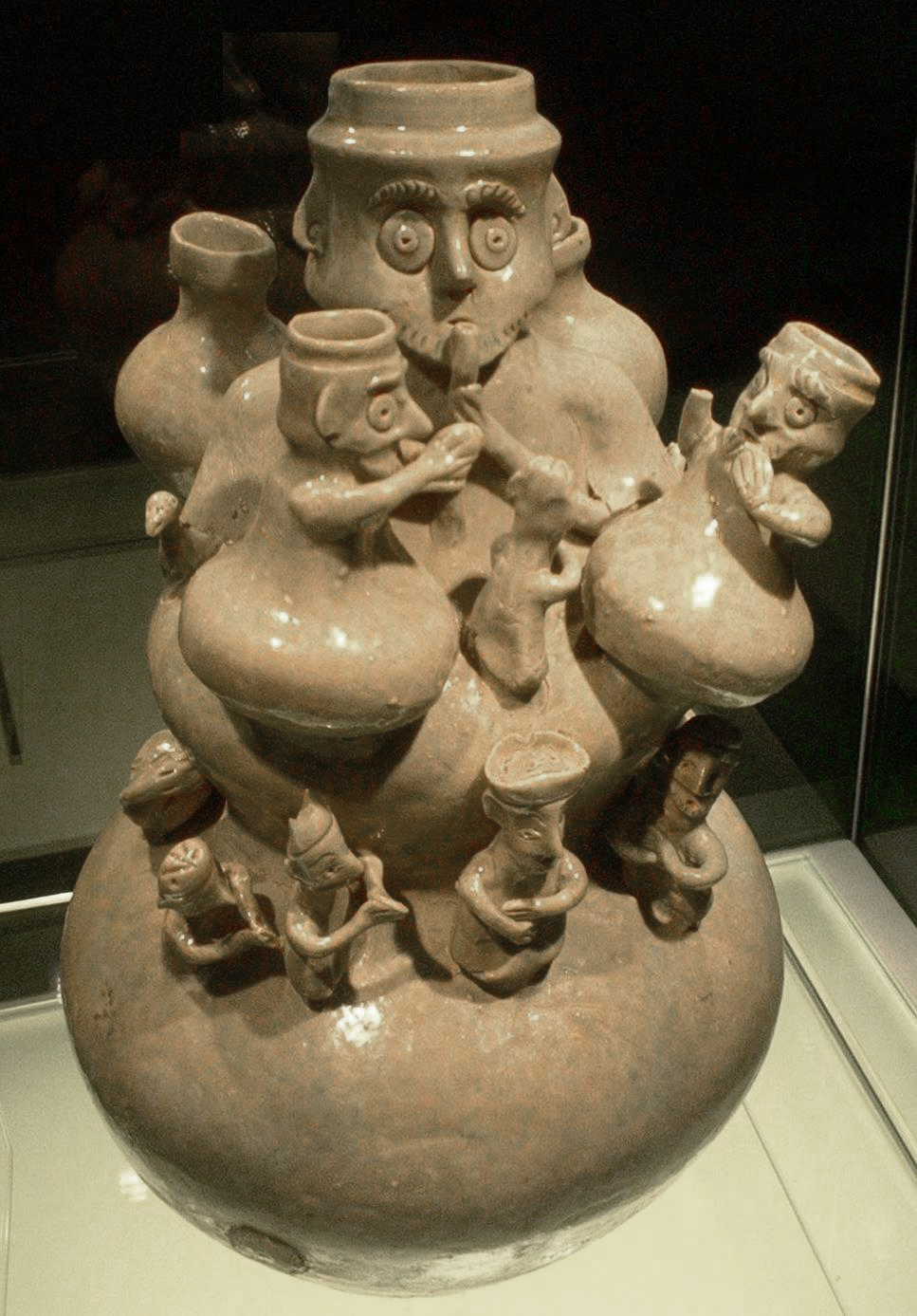
Un vas faurit în Wu de Est în Perioada celor Trei Regate

### Fondare și început

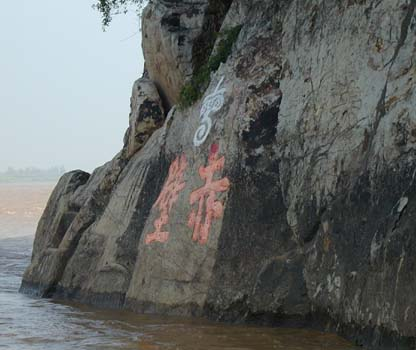
Înainte ca dinastia Wu de Est să fie înfiinţată, teritoriul a fost apărat de familia Sun la Bătălia de la Stâncile Roşii.

Spre finalul Dinastiei Han, Sun Ce fiul cel mare al lordului Sun Jian și adepții lui au împrumutat trupe de la lordul Yuan Shu și i-a angrenet între anii 194- 199 într-o serie de campanii militare pentru a cuceri regiunile Jiangdong și Wu, și a reusit și cucerească mai multe teritorii înainte stăpânite de lorzi precum Liu Yao, Yan Baihu și Wang Lang. Sun Ce a rupt relațiile cu Yuan Shu între anii 196- 197 după care cel din urmă s-a numit împarat – o acțiune privită drept trădare împotriva Împaratului Xian conducătorul dinastiei Han. Lordul Cao Cao care era de fapt conducătorul guvernului la curtea imperială din Han i-a cerut Împăratului Xian să-i ofere lui Sun Ce titlul de “Marchiz de Wu” (吳侯).
Sun Ce a fost asasinat în vara anului 220 și a fost moștenit de fratele său mai tânăr ,Sun Quan. Sun Quan la fel ca fratele său era vasal Împăratului Xian în timp ce conducea teritoriile Wu. În 208 Sun Quan s-a aliat cu lordul Liu Bei. Cei doi și-au unit forțele pentru a-l învinge pe Cao Cao în Bătălia de la Stâncile Roșii. Sun Quan și Liu Bei au menținut alianța împotriva lui Cao Cao timp de zece ani în ciuda unor dispute teritoriale în ceea ce privește Provincia Jing. În 219 Sun Quan a rupt legăturile cu Liu Bei când l-a trimis pe generalul Lu Meng să invadeze teritoriile lui Liu din Provincia Jing. Guan Yu care era însărcinat să apere teritoriile lui Liu Bei din Provincia Jing a fost capturat și executat de forțele lui Sun Quan. După aceasta frontierele lui Sun Quan s-au extins până după regiunea Jiangdong și includea partea de sud a provinciei Jing, care acoperă în prezent cu aproximație Hunan și parți din Hubei.
În anul 220 Cao Pi fiul și succesorul lui Cao Cao a dus la sfârșitul dinastiei Han prin forțarea Împăratului Xian să abdice în favoarea lui și a fondat statul Cao Wei. Sun Quan a fost de acord  să se supună Wei și a primit titlul de rege vasal “Rege al Wu” (吳王) de la Cao Pi. Un an mai târziu Liu Bei sa autoproclamat Împarat și a fondat statul Shu Han. În 222 Liu Bei a lansat o campanie militară împotriva lui Sun Quan pentru a recupera Provincia Jing și pentru a-l razbuna pe Guan Yu, aceasta a dus la Bătălia de la Xiaoting. Aici Liu Bei a suferit o înfrângere zdrobitoare din partea forțelor lui Sun Quan conduse de către generalul Lu Xun și a fost forțat să se retragă la Baidicheng, unde a și murit un an mai târziu.
Succesorul lui Liu Bei, Liu Shan, și regentul său, Zhuge Liang, au făcut pace cu Sun Quan mai târziu și au reafirmat vechea alianță. Sun Quan a declarat independența Wu față de Wei în 222 dar a continuat să conducă drept Rege al Wu până  în anul 226 când s-a autodeclarat “Împărat al Wu”. Legitimitate lui a fost recunoscută de către Shu.

### Domnia lui Sun Quan
Sun Quan a domnit peste 30 de ani și domnia sa lungă a dus la stabilitate în sudul Chinei. În timpul domniei sale Wu a purtat o serie de războaie împotriva Wei, incluzând Bătălia de la Ruxu (222- 223), Bătălia de la Shiting (228) și Bătălia de la Hefei (234). În orice caz Wu nu a reușit să cucerească nici un teritoriu la nord de râul Yangtze cum nici Wei la sud de râul Yangtze.
O luptă pentru succesiune a avut loc între fii lui Sun Quan spre sfârșitul domniei lui – Sun Quan l-a instalat pe Sun He drept moștenitor în 242 după ce moștenitorul de drept Sun Deng a murit în anul 241. Dar numirea lui Sun He a dus la apariția rivalității dintre el și fratele său mai mic Sun Ba. Rivalitatea a dus la formarea a două facțiuni rivale fiecare susținând pe unul dintre cei doi la curtea imperială a lui Sun Quan. Sun Quan până la urmă i-a luat titlul lui Sun He și l-a obligat pe Sun Ba să se sinucidă, în timp ce miniștrii precum Lu Xun și mulți alții care îi susțineau pe cei doi au avut un sfârșit nefericit. Sun Quan după incident a numit drept moștenitor pe cel mai tânăr fiu al său , Sun Liang.

### Domniile lui Sun Liang și Sun Xun
Sun Quan a murit în anul 252 și a fost moștenit de Sun Liang avându-i pe Zhuge Ke și Sun Jun drept regenți. În 253, Zhuge Ke a fost asasinat într-o lovitură de stat începută de Sun Jun, astfel puterea în  Wu a ajuns în mâinile lui Sun Jun și pe urmă în mâinile vărului său Sun Chen după ce a murit. În timpul domniei lui Sun Liang în Prefectura Shouchun din Wei au pornit două revolte în anii 255 și în 257-258. Sun Jun și Sun Chen au condus trupe pentru ajutorarea rebelilor sperând că vor putea ocupa niște teritorii în Wei dar cele două rebeliuni au eșuat iar trupele din Wu au fost nevoite să se retragă suferind pierderi semnificative.
Sun Liang a fost înlăturat în anul 258 de către Sun Cheng care l-a pus pe tron pe Sun Xiu un alt fiu al lui Sun Quan. Sun Xiu l-a omorât mai târziu într-o lovitura de stat pe Sun Cheng cu ajutorul lui Zhang Bu și Ding Feng.

### Decăderea Wu
Sun Xiu a murit bolnav în anul 264 la un an după ce Shu a fost cucerit de către Wei. În acea perioadă în Wu existau tulburări interne deoarece au izbucnit rebeliuni în Jiaozhi în partea de Sud. Miniștrii Puiang Xing, Wan Yu și Zhang Bu l-au instalat pe tron pe fiul lui Sun He, Sun Hao.
La începutul domniei Sun Hao a redus taxele , i-a ajutat pe cei săraci și a acordat libertatea unui număr mare de slujnice de la palat. În orice caz Sun Hao treptat a devenit tot mai crud și superstițios, a început să se complacă în vin și femei în loc să se ocupe de problemele statului care se afla în decădere. Tirania lui Sun Hao a stârnit o furie generală împotriva lui în Wu, dar datorită eforturilor oficialilor precum Lu Kai și Lu Kang statul a rămas într-o relativă pace și stabilitate.
În 265 Sima Yan a dus la sfârșitul regatului Wei prin forțarea ultimului conducător, Cao Huan, să abdice în favoarea lui, și atunci a înființat Dinastin Jin. În 279 forțele Jin conduse de către Du Yu  și Wang Jun alături de alții au atacat Wu din șase direcții. Sun Hao a încercat să se opună trimițând armata să se lupte cu forțele invadatoare din Jin dar au suferit numeroase înfrângeri consecutive și chiar Cancelarul din Wu, Zhang Ti a fost ucis în luptă. Văzând că Wu este sortit dezastrului Sun Hao s-a predat dinastiei Jin pe 31 Mai 280, acțiune care a dus la sfârșitul Wu și a Perioadei celor Trei Regate.

## Guvernare și armată
În ciuda faptului că curtea Wu a devenit imperială în 229, Sun Quan a păstrat statul ca fiind unul războinic. Când statul Wu a fost înființat era dominat de către generali faimoși care și-au câștigat pozițiile prin faptele lor. Acești generali erau recunoscuți pentru individualismul lor.
Politicile de la curte erau deseori influențate de către conflictele dintre indivizi sau familii puternice. Pozițiile la curte erau moștenite de la o generație la alta spre deosebire de birocrația din timpul dinastiei Han. În orice caz dea lungul timpului influența s-a mutat de la guvernul central. În afara curții imperiale familiile își desfășurau propria autoritate independentă. Într-o anumită perioada Wu depindea de armata unei singure familii.

## Cultură și economie
| Imagine indisponibilă |  | Imagine indisponibilă |
| Farfurii vopsite dezgropate din mormântul lui Zhu Ran (182-249), din perioada Wu de Est în Provincia Anhui reprezentând personaje ce sunt îmbrăcate cu “Hanfu” ținută de mătase |  |                       |

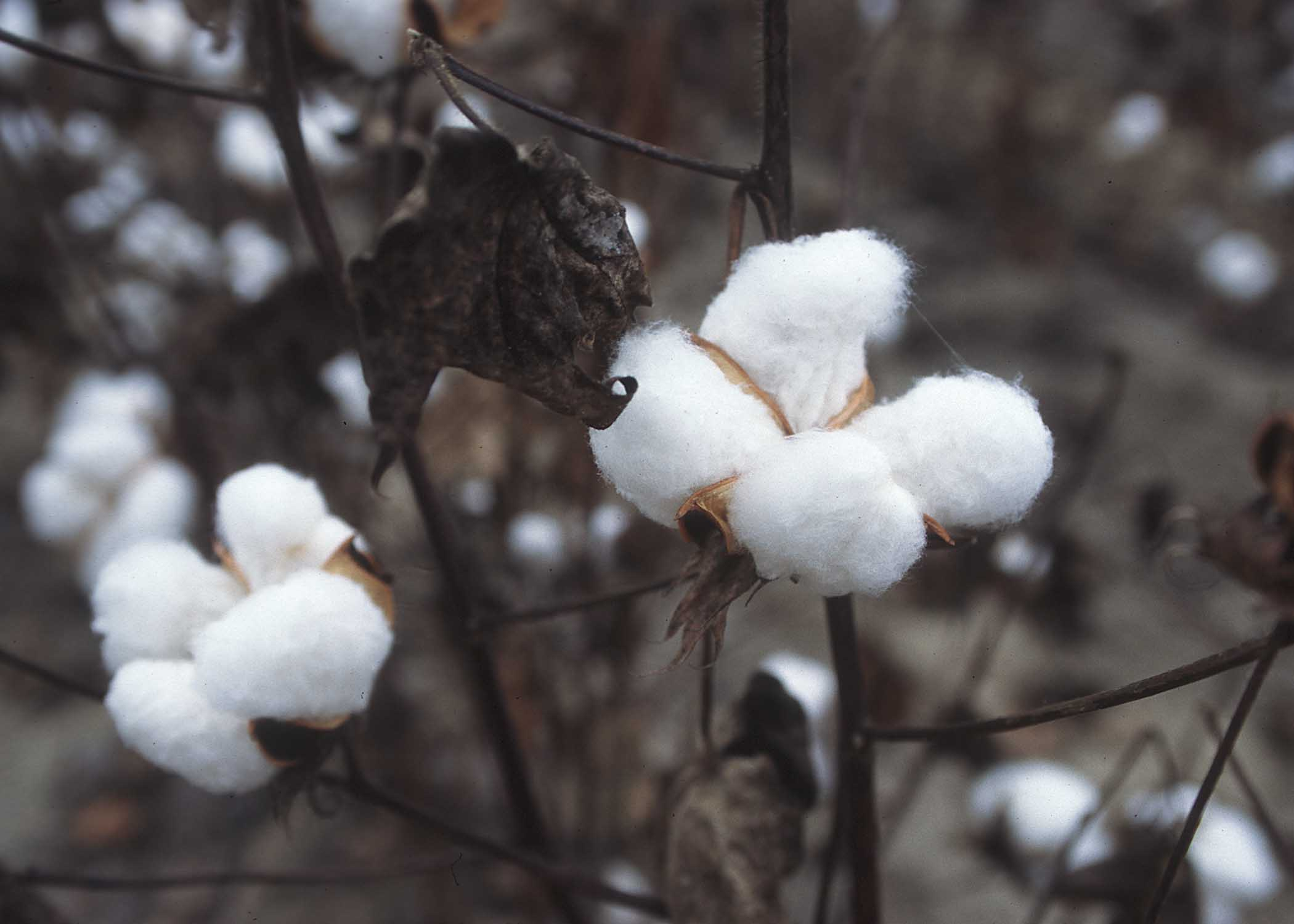
Shu Han exporta bumbac în Wu de Est.

Cultura regatului Wu s-a solidificat în principal în timpul domniei lui Sun Quan între anii 229 – 252. Migrațiile din nord și nevoia construirii de asezări pentru barbarii Shanyue a făcut posibilă creșterea populației, agriculturii,dar și popularea parții de jos a Wu. Pe lângă aceasta transportul fluvial a devenit un factor important și a  înflorit odată  cu terminarea construcției canalelor Jiangnan și Zhedong.
După Bătălia de la Xiaoting și în timpul invaziilor din Wu conduse de Cao Pi , Shu a restabilit comerțul și relațiile cu Wu. Bumbacul din Shu a reprezentat un mare aflux pentru Wu, dar și construcția de nave, sarea și industria metalului au cunoscut o mare dezvoltare.
Problema inflației și a problemelor economice erau existente încă de pe timpul dinastiei Han. Sun Quan a încercat să producă o monedă mare realizată din bronz. El a mai încercat să interzică turnarea de monede de către privați.  S-a renunțat la această politică în anul 246 din cauza ineficienței.
Wu de Est putea face comerț pe mare cu țările apropiate cum ar fi Vietnam și Cambodgia. Wu de asemenea facea comerț cu India și Orientul Mijlociu.

## Folclor și legend din Wu de Est
Exista multe povești în care se relatează întâlniri cu marțieni în Regatul Wu. Dovada este reprezentată de povestea unui autor din Jin de Est, Gan Bao. Povestea face parte din scrierea lui Gan Bao intitulată “În cautarea supranaturalului” .
Povestea datează din timpul regatului Wu, unde a fost înregistat un eveniment unde copii care se jucau au întâlnit un copil cu înfațișare ciudată care avea cam 1.3 m înălțime, era îmbrăcat în albastru și avea ochii strălucitori. Cum copiii nu au mai vazut o astfel de creatură au înconjurat-o și i-au pus multe întrebări. Creatura a raspuns “Eu nu sunt de pe Pământ, ci de pe Marte, am văzut că vă jucați așa bucuroși și am venit jos să vă văd”. Ființa a mai spus și: “Existența celor trei regate nu va dura mult și în viitor lumea va aparține familiei Sima”. Copii s-au speriat și au povestit adulților din apropiere. Dar când au ajuns adulții ciudata ființă a disparut micșorându-se și sărind în aer. Când oamenii și-au ridicat capurile să-l privească puteau vedea doar o haină albă din mătase și o curea care zbura repede pe cer. Evenimentul a fost așa bizar încat nimeni nu a mai încercat să discute despre incident.

## Aspecte civile
Personaje cu abilități clerice și învățații aveau un rol în stat dar politicile erau stabilite în general de cei cu putere militară. Oricum fiecare armată wu avea nevoie de personal administrativ și conform lui Rafe de Crespigny anumiți învățați erau “recunoscuți drept consilieri practici indiferent de abilitățile militare sau capacitatea de a comanda trupe pe câmpul de luptă.” "
Sub domnia lui Sun Quan, el avea nevoie de consilieri și secretari puternici pentru  a-și menține puterea. Prestigiul lui Sun Quan despre modul de a rezolva situații ostile sau prietenoase a dus la constituirea unei forme controlate de guvern imperial. Sun Quan a făcut posibilă creșterea în prestigiu și influentă a locuitoril din Wu în interiorul imperiului și în așezările din apropiere având datoria de trimiși.
După moartea lui Cao Pi din 226, Sun Quan a dorit ca regatul său să se axeze pe agricultură deoarece primejdia dinspre Wei dispăruse. Oricum Lu Xun i-a sugerat lui Sun Quan că comandanții militari ar trebui să se implice în colonizarea imprejurimilor. Sun Quan a aceptat repede propunerea și împreună cu fii săi avea să implementeze memorialul lui Lu Xun. În 240 Sun Quan a renunțat la idea lui Lu Xun și s-a reorientat spre agricultură deoarece Wu a suferit de o foamete sevară. În 234 când Zhuge Ke se ocupă de zona de sud, el a ignorant ordinal de colonizare și s-a axat pe factorul agricol, acest lucru a dus de obicei la predarea  inamicilor înfometați.

## Moștenire

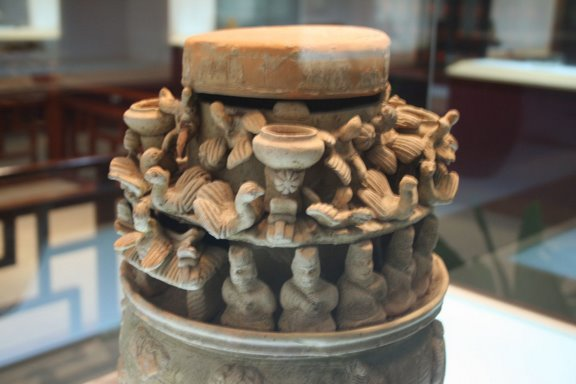
Un vas ceramic verde din timpul Wu de Est cu figuri umane, păsări şi arhitectură, este expus la Muzeul din Nanjing.

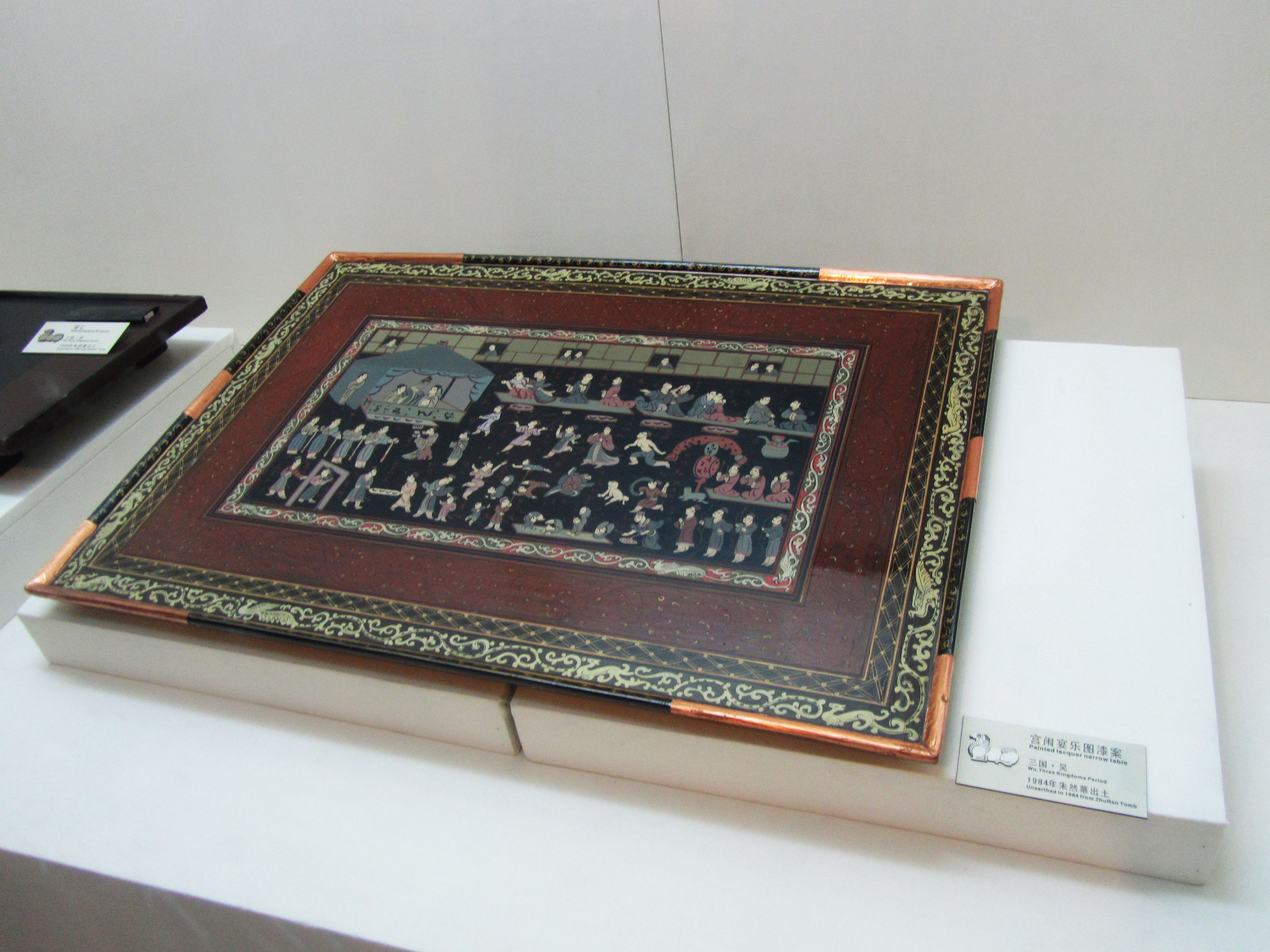
Tabletă pictată din mormântul lui Zhu Ran (182-249) din Provicia Anhui, perioada Wu de Est, ilustrând personaje ce poartă ținută Hanfu de mătase

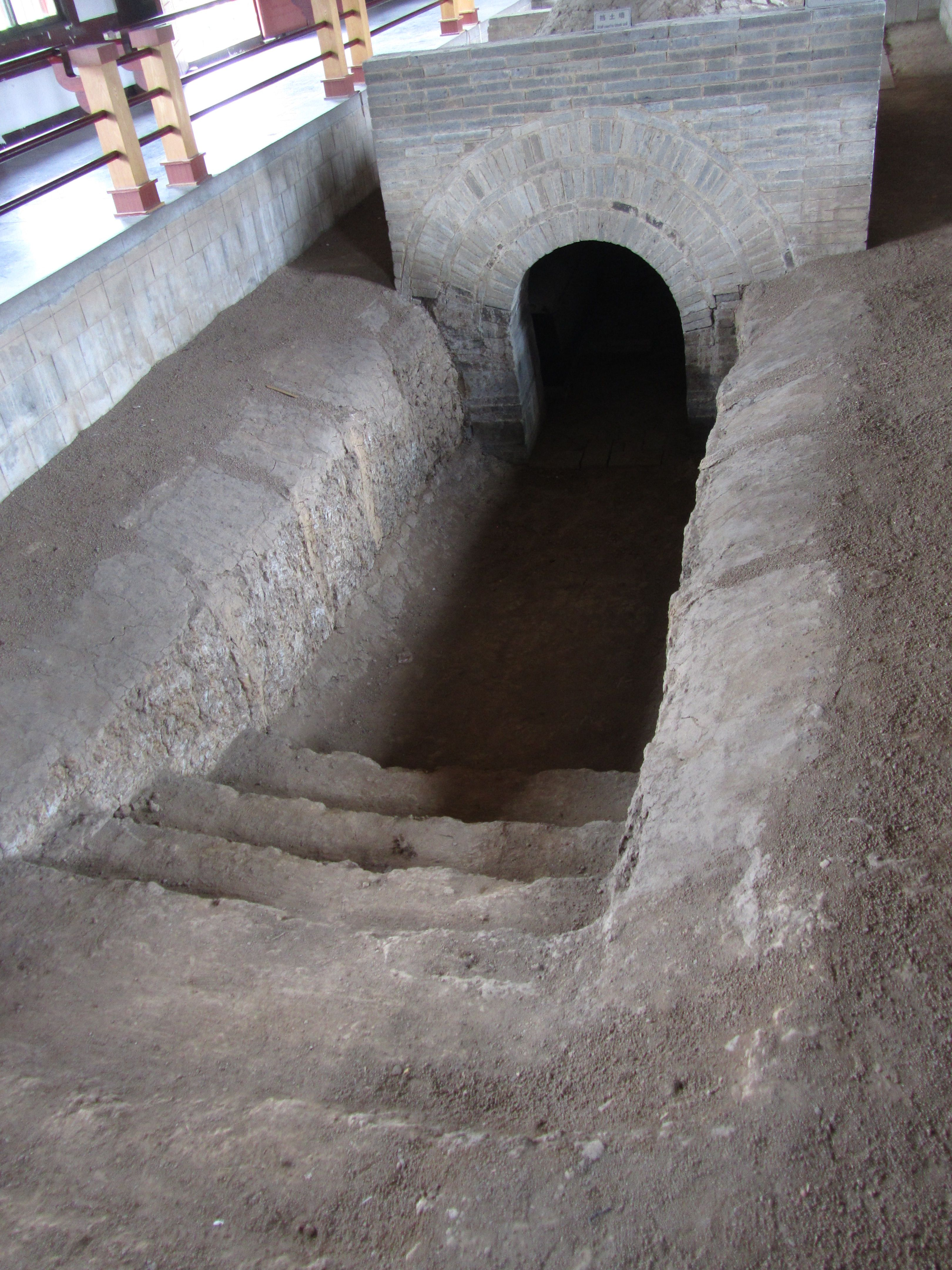
Intrarea în mormântul lui Zhu Ran (182-249) din Provincia Anhui, Perioada Wu de Est

Sub stăpânirea Wu regiunea Deltei Râului Yangtze privită înainte ca fiind o “junglă” barbarică s-a dezvoltat în a fi unul dintre centrele comerciale, culturale și politice în China. Realizările Wu din sud au dus la întinderea civilizației chineze în cel mai sudic loc din imperiu.
În 230 insula Taiwan a ajuns sub stăpânire chineză în Perioada Celor Trei Regate sub domnia lui Sun Quan. Contactul cu populația nativă și trimiterea de trimiși pe o insulă numită “Yizhou” (夷州) de către Wu care poate să fie Taiwan, dar locația Yizhou este disputată: unii istorici cred că este Taiwan pe când alții cred că este vorba despre Insula Ryuku. Negustori din Wu se poate să fi ajuns în Vietnamul de Sud și Cambodgia.
Mai târziu în existența Wu care avea  odată o armată impresivă s-a transformat întruna neimpresionantă. Ar fi trebuit să fie o sarcină ușoară să cucerească cetatea Hefei de la Wei dar nu au reușit. Din 230 acest lucru a devenit și mai greu datorită “Noul Oraș” , un castel puternic fortificat, construit la Hefei de către Wei. Unul dintre cele mai mari eșecuri suferite de catre Wu a avut loc în anii 255 și sfârșitul anilor 250. Când Guanqiu Jian și Wen Qin s-au revoltat împotriva Wei. Wu a promis că îi ajută cu trupe pe cei doi în Shouchun, (în prezent Județul Shou, Anhui ). Oricum forțele Wu nu au mai ajuns la timp deoarece rebeliunea a fost înfrântă de către Sima Shi și de forțele Wei. Când Zhuge Dan a inițiat o altă rebeliune forțele armate din Wu au suferit mari pierderi deoarece au intervenit susținând cauza lui Zhuge Dan. Shouchun a fost recuperat repede de forțele Wei sub comanda lui Sima Zhao.
În timpul cuceriri regatului Shu de catre Wei, Wu nu și-a putut ajuta complet aliatul din cauza unei revolte din Vietnam.
Wu a intrat în declin încă de la moartea lui Lu Xun în 245 și moartea lui Sun Quan din 252. Succesori lui Sun Quan nu au putut face prea multe pentru imperiu. Zhuge Ke a fost asasinat de către Sun Jun în 253 după ce a eșuat să cucerească cetatea Hefei. Ding Feng a ajuns să-l omoare pe Sun Chen la ordinal lui Sun Xiu. Corupția a paralizat Wu ceea ce a dus la a fi ușor cucerit de către Jin în 280.

## Listă de teritorii
| Provincie | Capitala Provincială | Prefectura                | Capitala Prefecturii     | Nr. de județe |
| --------- | -------------------- | ------------------------- | ------------------------ | ------------- |
| Yang 揚   | Jianye 建業          | Danyang 丹陽              | Jianye 建業              | 16            |
| Yang 揚   | Jianye 建業          | Wu 吳                     | Județul Wu 吳縣          | 10            |
| Yang 揚   | Jianye 建業          | Qichun 蘄春               | Qichun 蘄春              | 2             |
| Yang 揚   | Jianye 建業          | Kuaiji 會稽               | Județul Shanyin 山陰縣   | 10            |
| Yang 揚   | Jianye 建業          | Yuzhang 豫章              | Nanchang 南昌            | 16            |
| Yang 揚   | Jianye 建業          | Lujiang 廬江              | Județul Wan 皖縣         | 2             |
| Yang 揚   | Jianye 建業          | Luling 廬陵               | Județul Gaochang 高昌縣  | 10            |
| Yang 揚   | Jianye 建業          | Poyang 鄱陽               | Județul Poyang 鄱陽縣    | 9             |
| Yang 揚   | Jianye 建業          | Xindu 新都                | Județul Shixin 始新縣    | 6             |
| Yang 揚   | Jianye 建業          | Linchuan 臨川             | Județul Nancheng 南城縣  | 10            |
| Yang 揚   | Jianye 建業          | Linhai 臨海               | Județul Zhang'an 章安縣  | 7             |
| Yang 揚   | Jianye 建業          | Jian'an 建安              | Județul Jian'an 建安縣   | 9             |
| Yang 揚   | Jianye 建業          | Wuxing 吳興               | Județul Wucheng 烏程縣   | 9             |
| Yang 揚   | Jianye 建業          | Dongyang 東陽             | Județul Changshan 長山縣 | 9             |
| Yang 揚   | Jianye 建業          | Piling 毗陵典農校尉       | Județul Piling 毗陵縣    | 3             |
| Yang 揚   | Jianye 建業          | South Luling 廬陵南部都尉 | Județul Yudu 雩都縣      | 6             |
| Jing 荊   | Jiangling 江陵       | Nan 南                    | Jiangling 江陵           | 9             |
| Jing 荊   | Jiangling 江陵       | Wuling 武陵               | Județul Linyuan 臨沅縣   | 11            |
| Jing 荊   | Jiangling 江陵       | Lingling 零陵             | Județul Quanling 泉陵縣  | 10            |
| Jing 荊   | Jiangling 江陵       | Guiyang 桂陽              | Județul Chen 郴縣        | 6             |
| Jing 荊   | Jiangling 江陵       | Changsha 長沙             | Județul Linxiang 臨湘縣  | 10            |
| Jing 荊   | Jiangling 江陵       | Wuchang 武昌              | Județul Wuchang 武昌縣   | 6             |
| Jing 荊   | Jiangling 江陵       | Ancheng 安成              | Județul Ancheng 安成縣   | 6             |
| Jing 荊   | Jiangling 江陵       | Pengze 彭澤               | Județul Pengze 彭澤縣    | 4             |
| Jing 荊   | Jiangling 江陵       | Yidu 宜都                 | Județul Yidao 夷道縣     | 3             |
| Jing 荊   | Jiangling 江陵       | Linhe 臨賀                | Județul Linhe 臨賀縣     | 6             |
| Jing 荊   | Jiangling 江陵       | Hengyang 衡陽             | Județul Xiangnan 湘南縣  | 10            |
| Jing 荊   | Jiangling 江陵       | Xiangdong 湘東            | Județul Ling 酃縣        | 6             |
| Jing 荊   | Jiangling 江陵       | Jianping 建平             | Județul Wu 巫縣          | 6             |
| Jing 荊   | Jiangling 江陵       | Tianmen 天門              | Județul Lüzhong 漊中縣   | 3             |
| Jing 荊   | Jiangling 江陵       | Zhaoling 昭陵             | Județul Zhaoling 昭陵縣  | 5             |
| Jing 荊   | Jiangling 江陵       | Shi'an 始安               | Județul Shi'an 始安縣    | 7             |
| Jing 荊   | Jiangling 江陵       | Shixing 始興              | Județul Qujiang 曲江縣   | 7             |
| Guang 廣  | Panyu 番禺           | Nanhai 南海               | Județul Panyu 番禺縣     | 6             |
| Guang 廣  | Panyu 番禺           | Cangwu 蒼梧               | Județul Guangxin 廣信縣  | 11            |
| Guang 廣  | Panyu 番禺           | Yulin 鬱林                | Județul Bushan 布山縣    | 9             |
| Guang 廣  | Panyu 番禺           | Gaoliang 高涼             | Județul Siping 思平縣    | 3             |
| Guang 廣  | Panyu 番禺           | Gaoxing 高興              | Județul Guanghua 廣化縣  | 5             |
| Guang 廣  | Panyu 番禺           | Guilin 桂林               | Județul Wu'an 武安縣     | 6             |
| Guang 廣  | Panyu 番禺           | North Hepu 合浦北部尉     | Județul Anguang 安廣縣   | 3             |
| Jiao 交   | Longbian 龍編        | Jiaozhi 交阯              | Longbian 龍編            | 14            |
| Jiao 交   | Longbian 龍編        | Rinan 日南                | Zhuwu 朱吾               | 5             |
| Jiao 交   | Longbian 龍編        | Jiuzhen 九真              | Xupu 胥浦                | 6             |
| Jiao 交   | Longbian 龍編        | Hepu 合浦                 | Județul Hepu 合浦縣      | 5             |
| Jiao 交   | Longbian 龍編        | Wuping 武平               | Wuning 武寧              | 7             |
| Jiao 交   | Longbian 龍編        | Jiude 九德                | Jiude 九德               | 6             |
| Jiao 交   | Longbian 龍編        | Xinchang 新昌             | Jianing 嘉寧             | 4             |
| Jiao 交   | Longbian 龍編        | Zhuya 朱崖                | Județul Xuwen 徐聞縣     | 2             |

## Lista de conducători
| Numele Templului | Nume Post-mortem                  | Nume de familie (îngroșat) și nume personal | Domnie  | Numele erei și anii de domnie | Note |
| ---------------- | --------------------------------- | ------------------------------------------- | ------- | --- | --- |
| Shizu 始祖       | Împăratul Wulie 武烈皇帝          | Sun Jian 孫堅                               | (N/A)   | (N/A) | Templul și numele post-mortem al lui Sun Jian au fost acordate de către Sun Quan. |
| (N/A)            | Prințul Huan de Changsha 長沙桓王 | Sun Ce 孫策                                 | (N/A)   | (N/A) | Numele post-mortem al lui Sun Ce a fost acordat post-mortem de către Sun Quan. |
| Taizu 太祖       | Împăratul Da 大皇帝               | Sun Quan 孫權                               | 222-252 | - Huangwu 黃武 (222-229) - Huanglong 黃龍 (229-231) - Jiahe 嘉禾 (232-238) - Chiwu 赤烏 (238-251) - Taiyuan 太元 (251-252) - Shenfeng 神鳳 (252)                                                   | Sun Quan a adoptat numele erei “Huwangwu” după ce a declarant independența regatului în 222 față de Wei. Totuși el a continuat să conducă cu titlul de "Rege al Wu" și sa proclamat Împărat abia în anul 229. |
| (N/A)            | (N/A)                             | Sun Liang                                   | 252-258 | - Jianxing 建興 (252-253) - Wufeng 五鳳 (254-256) - Taiping 太平 (256-258) | Sun Liang a devenit "Prinț de Kuaiji" (會稽王) după ce a fost detronat de Sun Chen în 258. În anul 260, succesorul său Sun Xiu i-a luat rangul și l-a numit "Marchiz de Houguan" (侯官侯). |
| (N/A)            | Împăratul Jing 景皇帝             | Sun Xiu 孫休                                | 258-264 | - Yong'an 永安 (258-264) | |
| (N/A)            | Împăratul Wen 文皇帝              | Sun He 孫和                                 | (N/A)   | (N/A) | Numele post-mortem al lui Sun He i-a fost acordat de către Sun Hao. |
| (N/A)            | Împaratul Mo 末帝                 | Sun Hao 孫皓                                | 264-280 | - Yuanxing 元興 (264-265) - Ganlu 甘露 (265-266) - Baoding 寶鼎 (266-269) - Jianheng 建衡 (269-271) - Fenghuang 鳳凰 (272-274) - Tiance 天冊 (275-276) - Tianxi 天璽 (276) - Tianji 天紀 (277-280) | Sun Hao a avut titlul de "Marchiz de Wucheng" (烏程侯)înainte să devină împărat în 264. În 280, după ce s-a predat dinastiei Jin, i-a fost acordat titlul de "Marchiz de Guiming" (歸命侯) de către Sima Yan. I se mai spune uneori și "Împaratul Mo din Wu" (吳末帝), nume care literar înseamnă "ultimul împărat din Wu". |

## Galerie

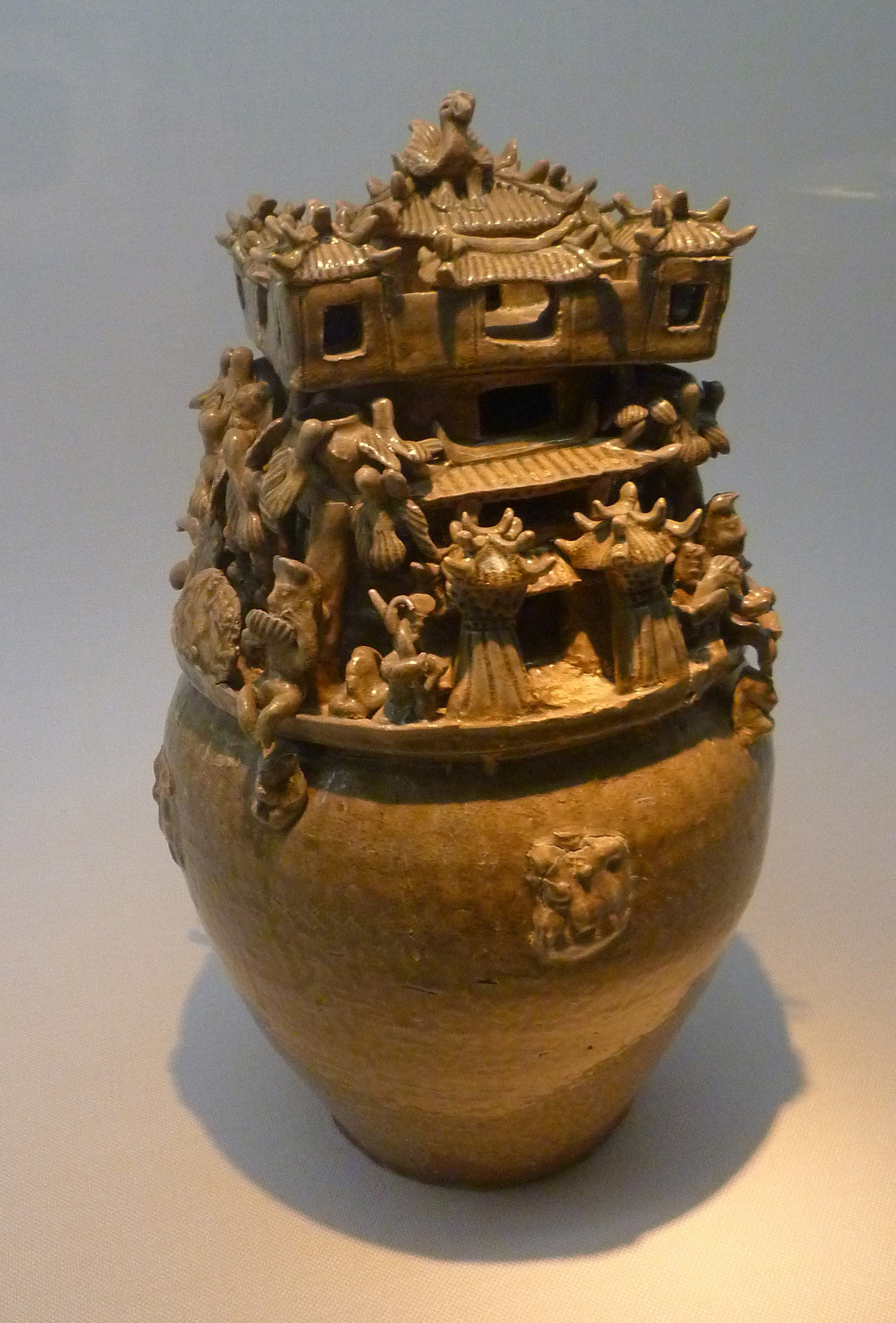
O urnă funerară din timpul Wu de Est datând din al treilea secol, expusă într-un muzeu din Tokio, Japonia.
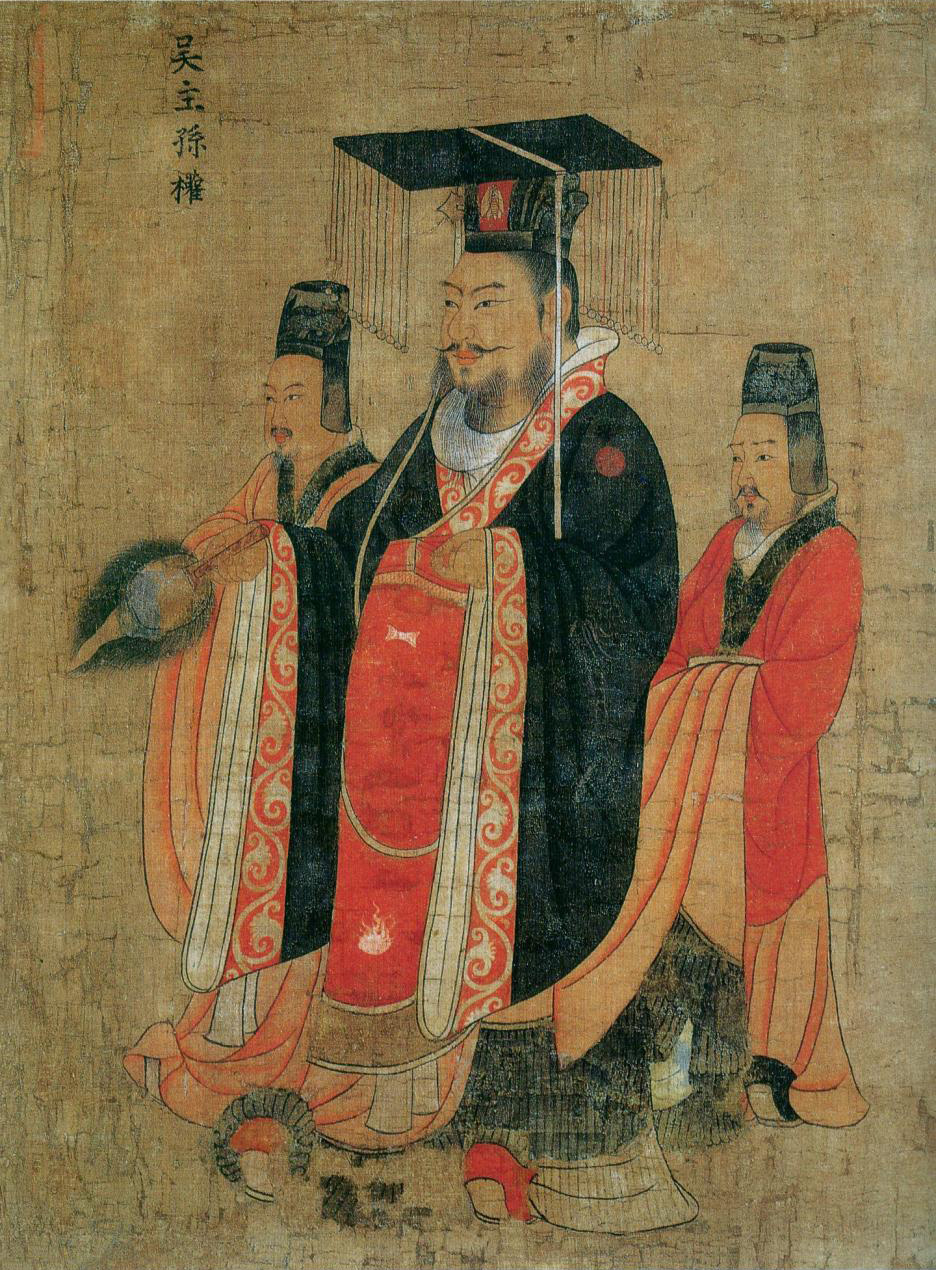
Un portret al lui Sun Quan pictat de Yan Liben în timpul dinastiei Tang
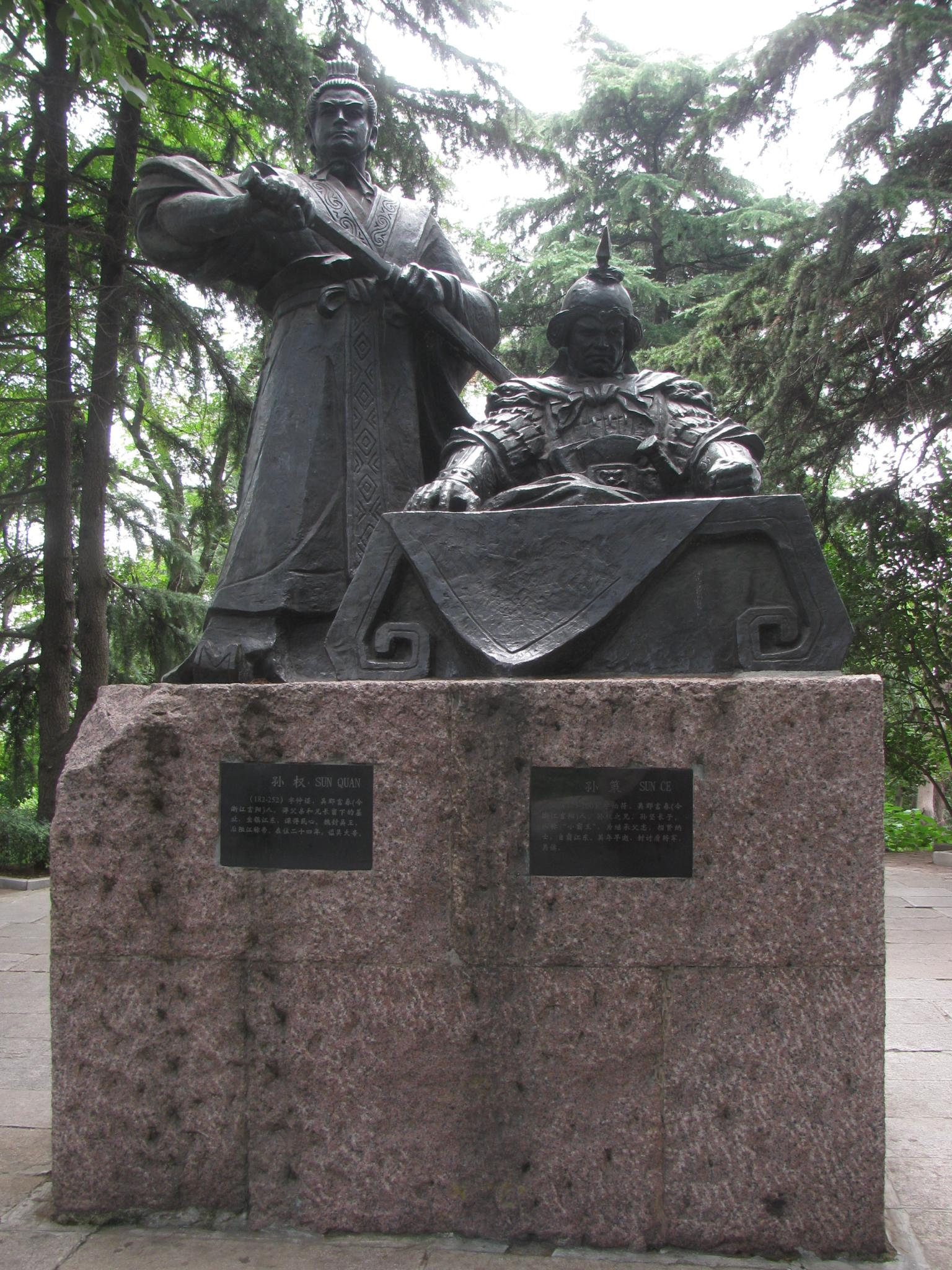
Statui ale lui Sun Quan (stânga) şi Sun Ce.
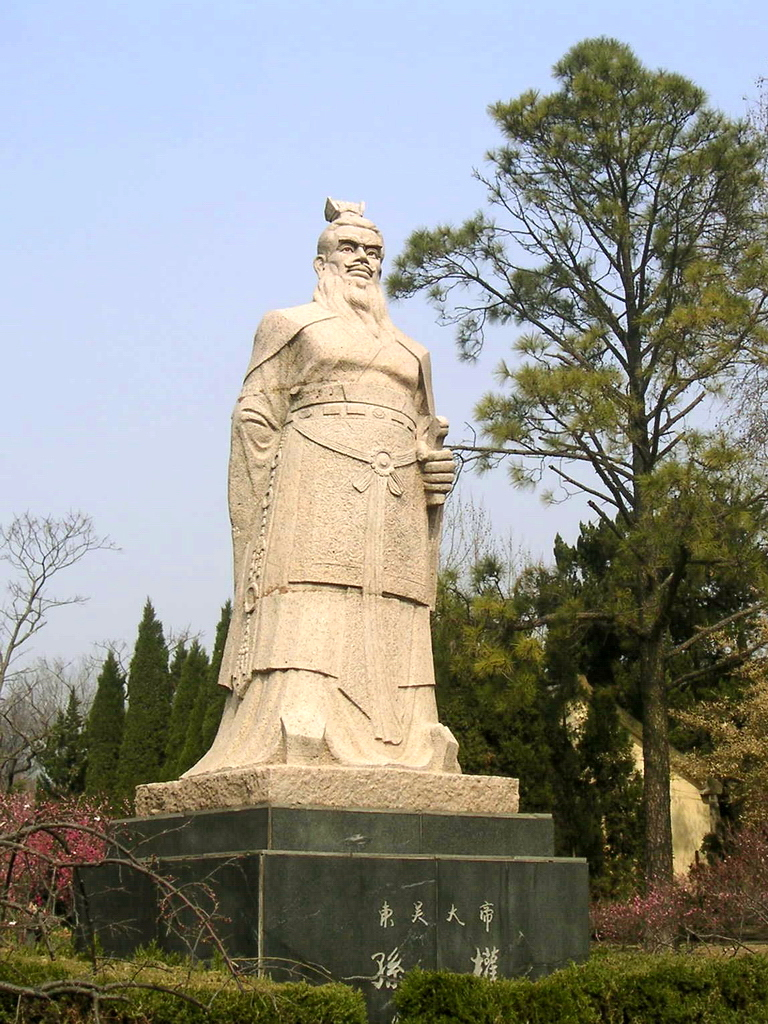
O statuie a lui Sun Quan la Meohua Hill, Purple Mountain, Nanjing, Jiangsu.